# Ceres, Skottland
Ceres är en ort i Storbritannien.   Den ligger i kommunen Fife och riksdelen Skottland, i den norra delen av landet, 600 km norr om huvudstaden London. Ceres ligger 74 meter över havet och antalet invånare är 1 023.
Terrängen runt Ceres är huvudsakligen platt, men söderut är den kuperad. Runt Ceres är det ganska tätbefolkat, med 60 invånare per kvadratkilometer. Närmaste större samhälle är Dundee, 19,5 km norr om Ceres. Trakten runt Ceres består i huvudsak av gräsmarker.